# Plemena koz

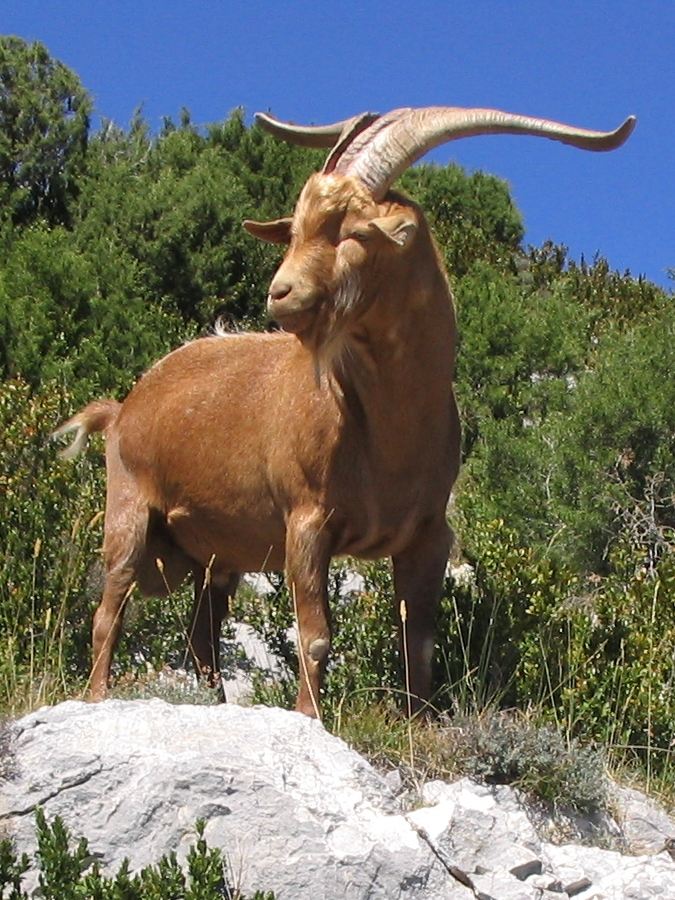
koza domácí

Plemena koz můžeme stejně jako ostatní plemena hospodářských zvířat dělit podle řady hledisek.

## Podle původu
Koza domácí je pravděpodobně polyfyletického původu (pochází z více divokých předků). Největší podíl na vzniku kozy domácí však má jednoznačně koza bezoárová (Capra aegagrus). Podíl kozy šrouborohé se omezuje na několik plemen lokálního významu (plemena Kavkazu, girgentanská koza ze Sicílie). Platnost druhu koza keltská (Capra prisca) je v poslední době zpochybňována, neboť se pravděpodobně jedná o neolitickou domácí kozu. Plemena dříve odvozovaná od kozy keltské zřejmě vznikla rovněž z kozy bezoárové.
| Divoký předek                              | Výskyt předka                        | Plemena koz |
| koza bezoárová (Capra aegagrus)            | jižní Evropa, západní a střední Asie | Většina plemen střední, východní a západní Evropy (sánská koza, bílá ušlechtilá koza, karpatská koza aj.). Plemena z šavlovitě zahnutými rohy. |
| koza šrouborohá, markhur (Capra falconeri) | hory západního Himálaje              | girgentanská koza ze Sicílie, některá plemena z Kavkazu, snad i (středoasijská kašmírová plemena koz, |
| † koza keltská (Capra prisca)              | jižní Evropa                         | snad plemena koz jižní Evropy (neapolská koza, andaluská koza), alpské oblasti (walliserská černokrká koza, kamzičí koza), afrického kontinentu (anglonúbijská koza, mamberská koza, burská koza), Malé Asie (angorská koza). V současné době je platnost druhu Capra prisca zpochybňována a tato plemena odvozována od kozy bezoárové. |

## Podle stupně prošlechtění

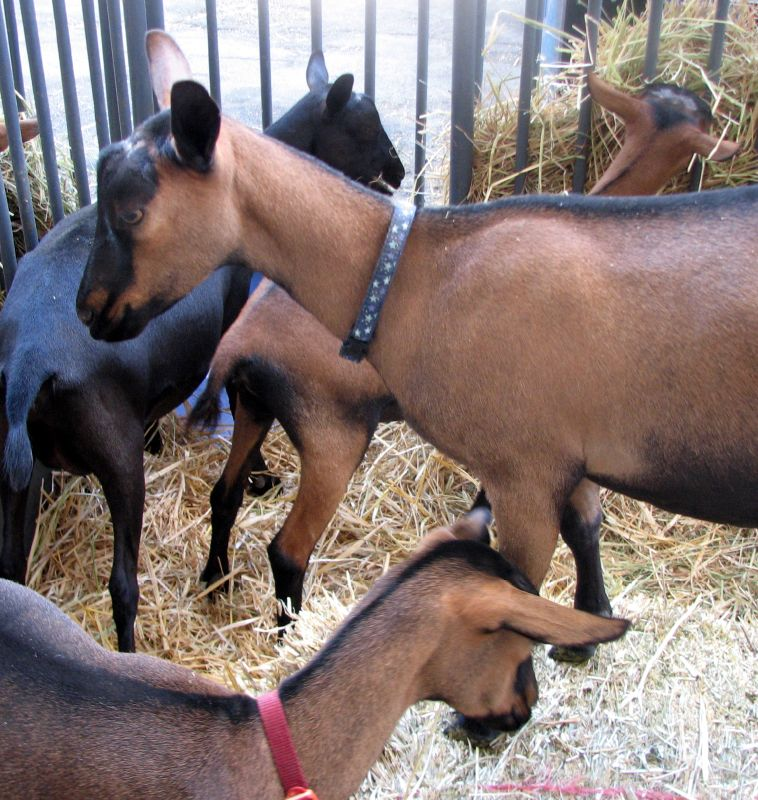
koza oberhaslis

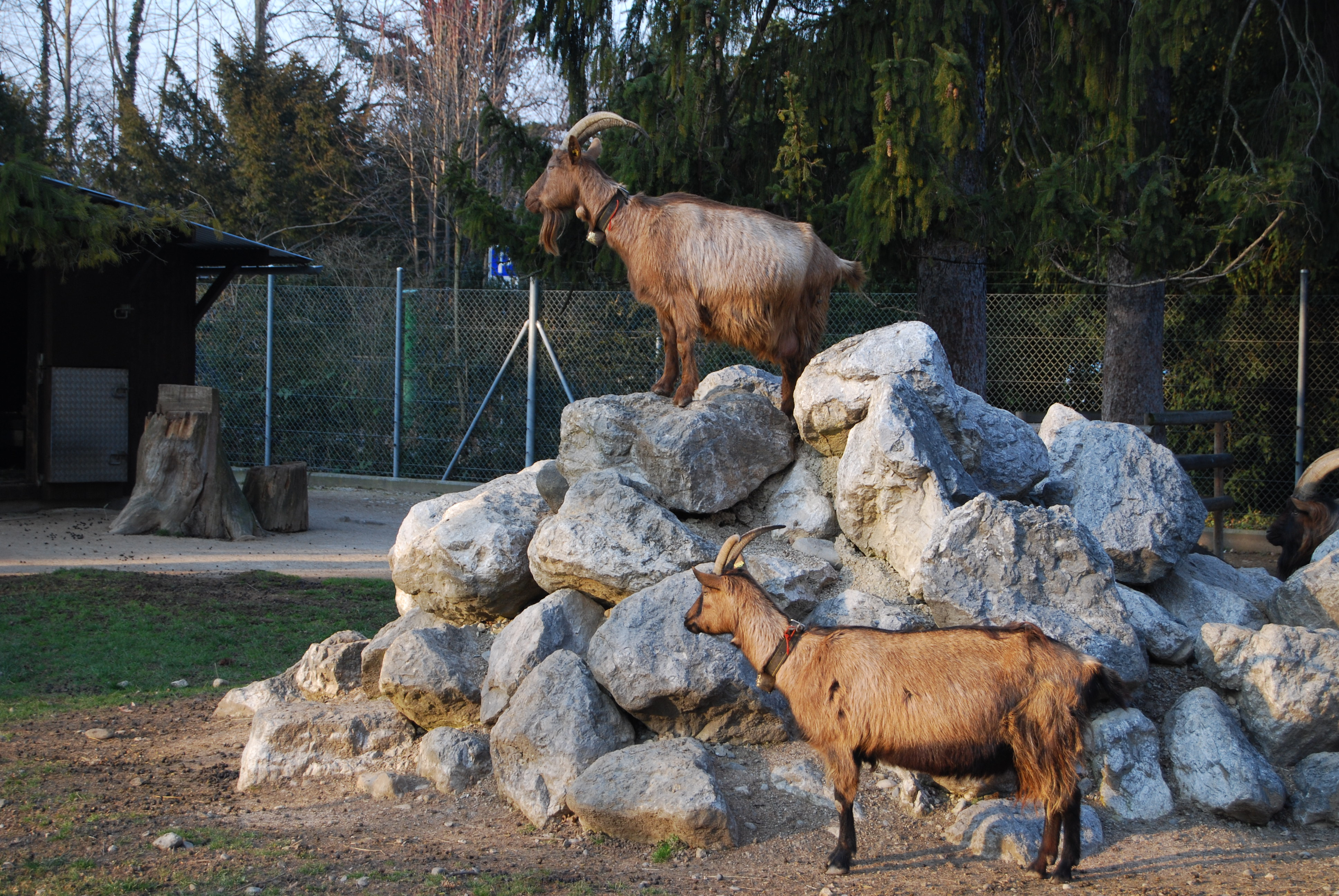
koza steifellgeiss

- primitivní

- přechodná (zušlechtěná)

- kulturní (ušlechtilá)

## Podle užitkovosti
Podle užitkovosti dělíme plemena koz na:
- dojná plemena koz
  - anglonubijská koza
  - bílá krátkosrstá koza
  - damašská koza
  - duryňská lesní koza
  - francouzská alpská koza
  - hnědá krátkosrstá koza
  - kamzičí koza
  - maltézská koza
  - maltská koza
  - německá strakatá ušlechtilá koza
  - sánská koza
  - súdánskonúbisjká koza
  - toggenburská koza
  - koza beetal
  - koza criollo
  - koza gauzhong
  - koza chappar
  - koza lamancha
  - koza oberhaslis
  - koza sind desi
  - koza steifellgeiss
  - koza kamori

- masná plemena koz
  - burská koza
  - kamerunská koza
  - kreolská západoindická koza

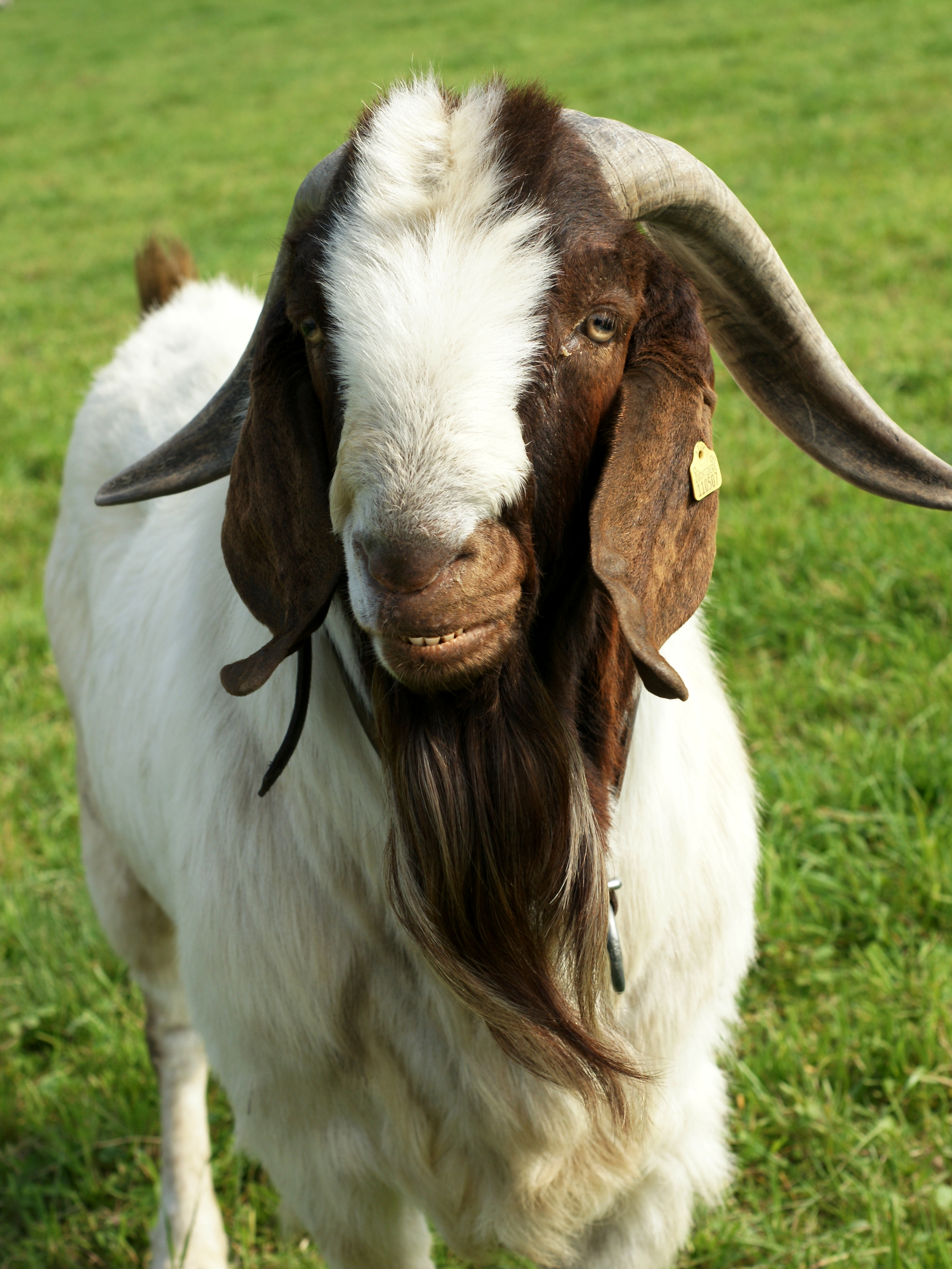
burská koza

  - sahelská koza (maurská koza, tuarégská koza)
  - koza bílá guizhou
  - koza červená sokoto
  - koza haimen
  - koza jamnapari
  - koza katjang
  - koza nera verzasca

- srstnatá plemena koz
  - koza angorská

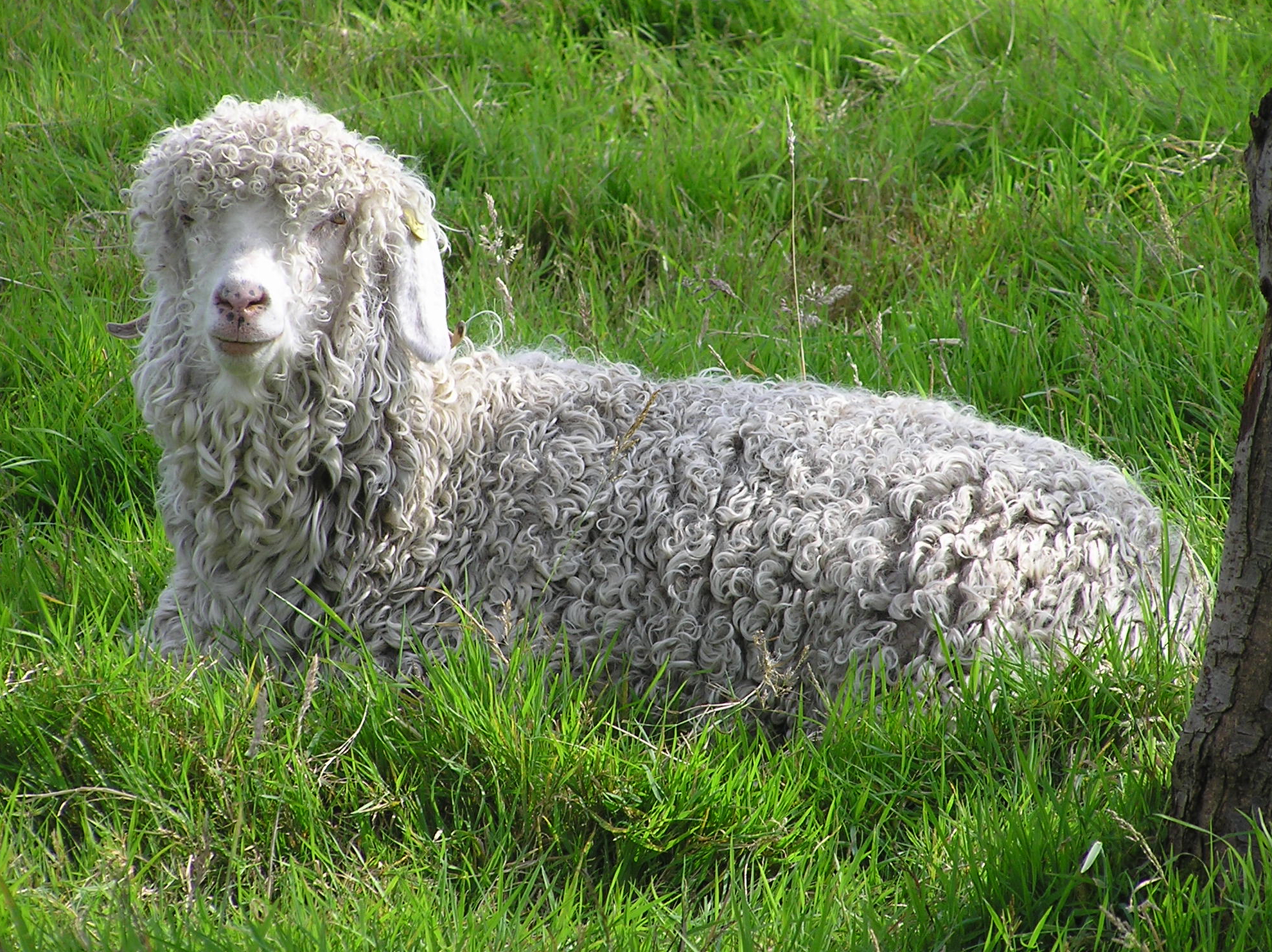
koza angorská

  - středoasijská kašmírová plemena koz

- s kombinovanou užitkovostí
  - koza anglonúbijská
  - koza burská
  - holandská zakrslá koza
  - walliserská černokrká koza

## Podle teritoriálního rozšíření
Dle tohoto rozdělení se zvířata dělí podle jednotlivých zemí nebo regionů.
- Africká plemena koz
  - baladská koza
  - červená koza sokoto

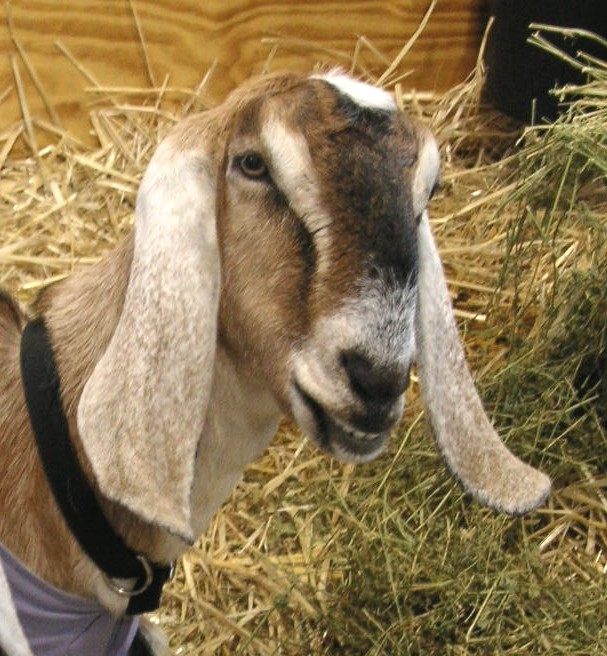
núbijská koza

  - jižnosudánská (nilotská) koza[ujasnit]
  - kamerunská koza
  - mubendská koza
  - núbijská koza
  - somálská koza
  - tuniská (berberská) koza
  - turkanská koza
  - zaraibská koza
  - zarkslá východoafrická koza

- Alpská plemena koz
  - bavorská koza
  - camosciatská koza
  - česká hnědá krátkosrstá koza
  - durynská lesní koza
  - francouzská alpská koza
  - koza oberhaslis
  - pinzgauská koza
  - poitouská koza
  - slovenská hnědá krátkosrstá koza
  - koza steifellgeiss

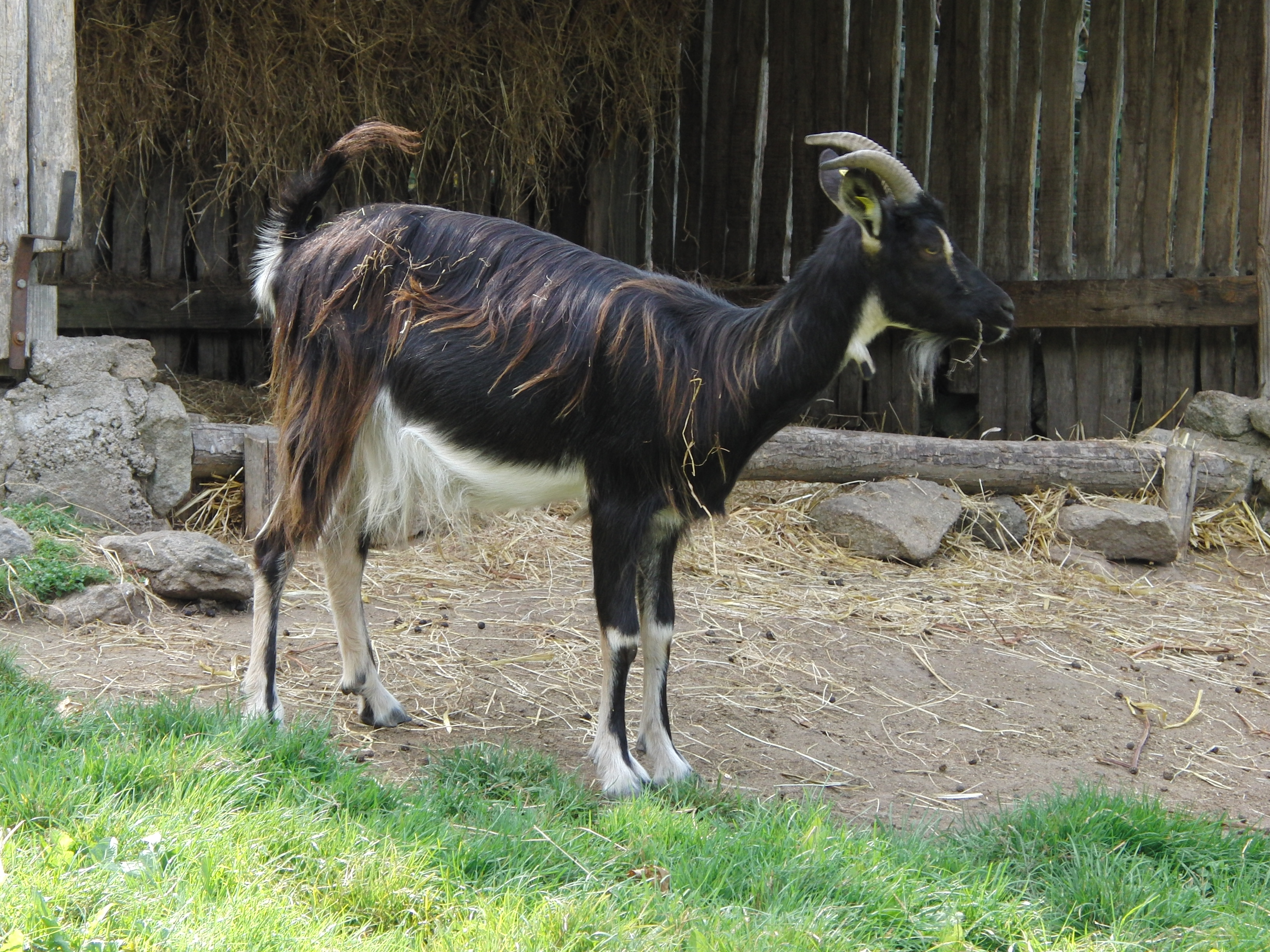
poitouská koza

- Balkánská a blízkovýchodní plemena koz
  - anatolská černá koza
  - angorská koza
  - cyperská koza
  - damašská koza
  - dragobia koza
  - iracká koza
  - kurdská koza
  - řecká koza
  - syrská horská koza

- Britská plemena koz
  - anglická koza
  - anglonúbijská koza
  - bagotská koza
  - britská alpská koza
  - britská sánská koza
  - britská toggenburská koza
  - zarkslá koza
  - zlatá guernseyská koza

- Dálněvýchodní plemena koz
  - japonská sánská koza
  - koza katjang
  - korejská černá koza
  - koza shiba
  - koza tokara

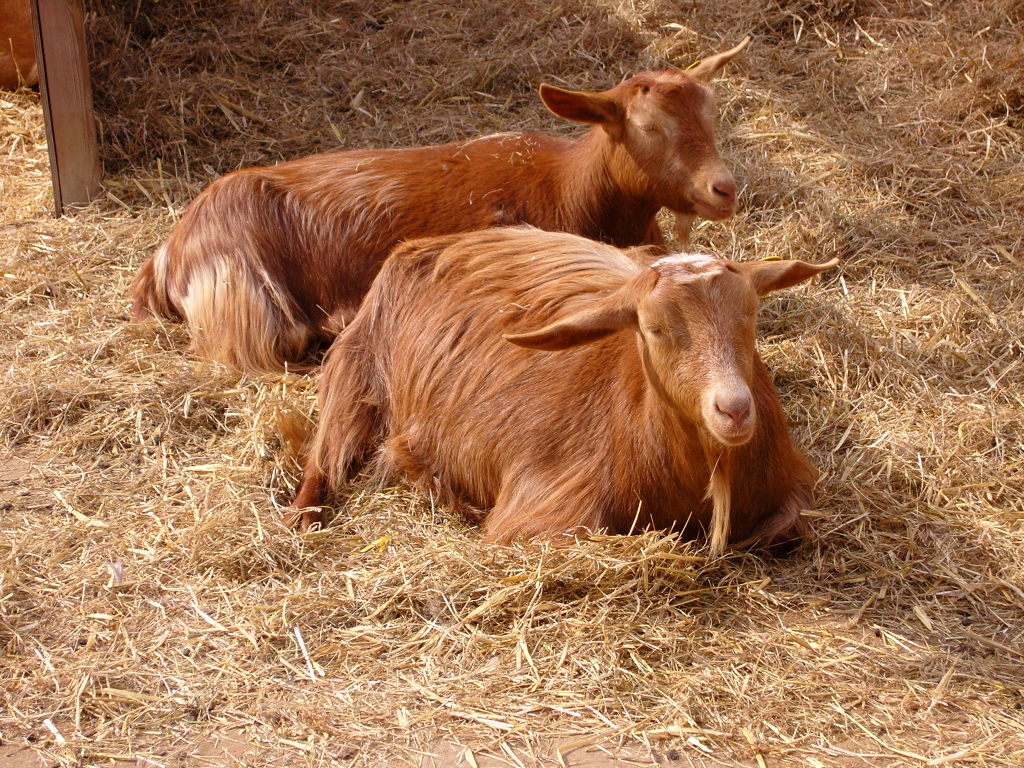
Zlatá guernseyská koza

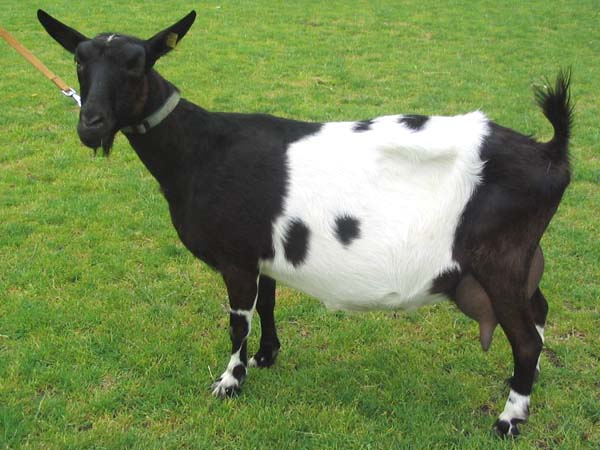
holandská barevná koza

- Evropská bílá ušlechtilá plemena koz
  - česká bílá krátkosrstá koza
  - francouzská sánská koza
  - holandská barevná koza
  - holandská bílá koza
  - německá bílá koza
  - sánská koza
  - slovenská bílá krátkosrstá koza
  - holandská zakrslá koza

- Italská plemena koz
  - aquilská koza
  - cassertská koza
  - garganská koza
  - girgentanská koza
  - korzická koza
  - maltská koza
  - novarská koza
  - orobicská koza
  - potenzská koza

- Pákistánská a indická plemena koz
  - bengálská černá koza
  - koza jamnapari
  - koza kamori
- Portugalská plemena koz

- Skandinávská plemena koz
  - islandská koza
  - jämtlandská koza
  - norská koza
  - švédská krajová koza

- Španělská plemena koz
  - andalúzská koza
  - granadská koza
  - guadarramská koza
  - kastilská horská koza
  - koza kanárskych ostrovů
  - malagská koza
  - malagská ušlechtilá koza
  - murcinská koza
  - pyrenejská koza
  - koza retinta extremena
  - versatská koza

- Švýcarská plemena koz
  - appenzelská koza
  - kamzičí koza
  - koza nera verzasca
  - koza paví
  - toggenburská koza
  - walliserská černokrká koza

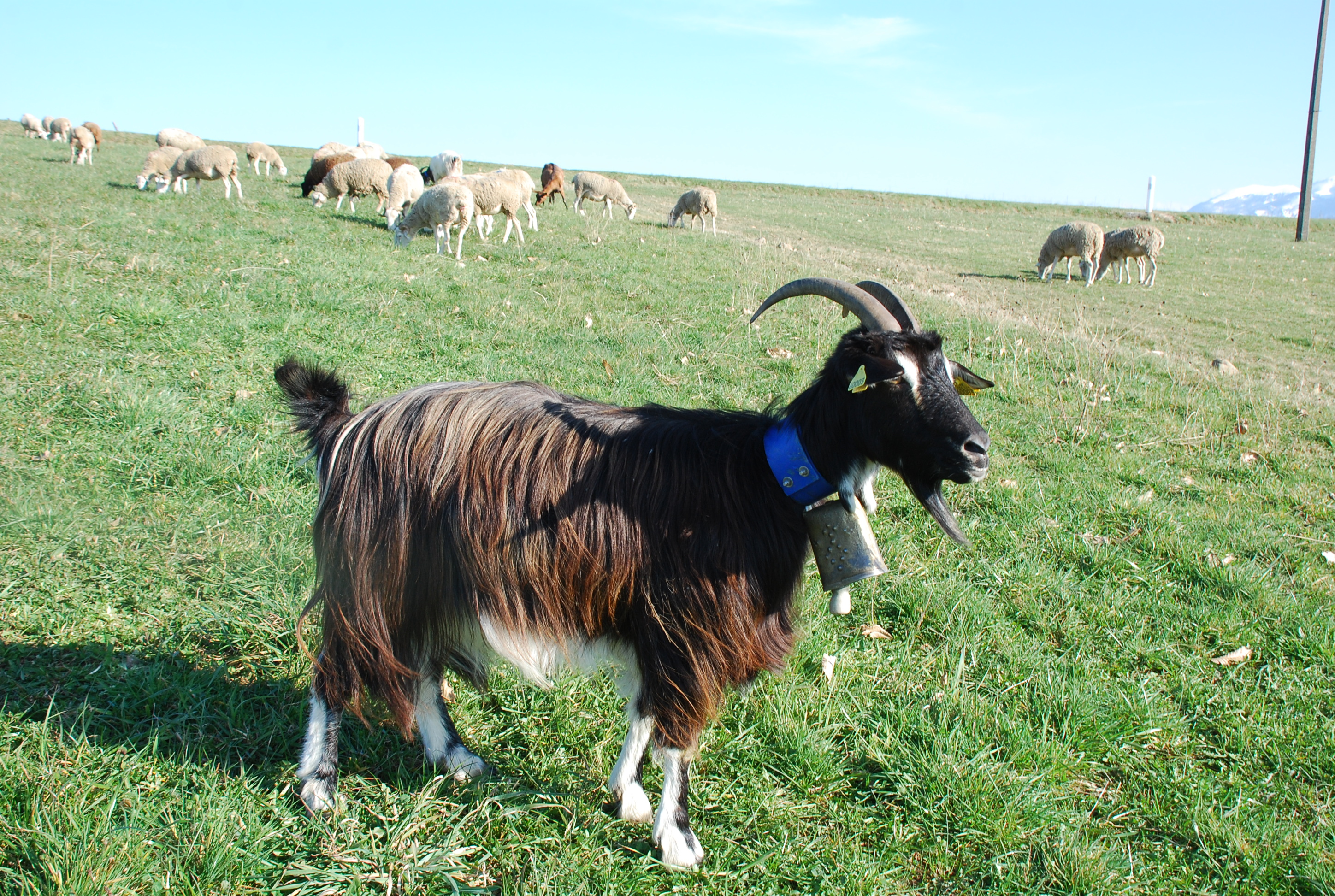
pyrenejská koza

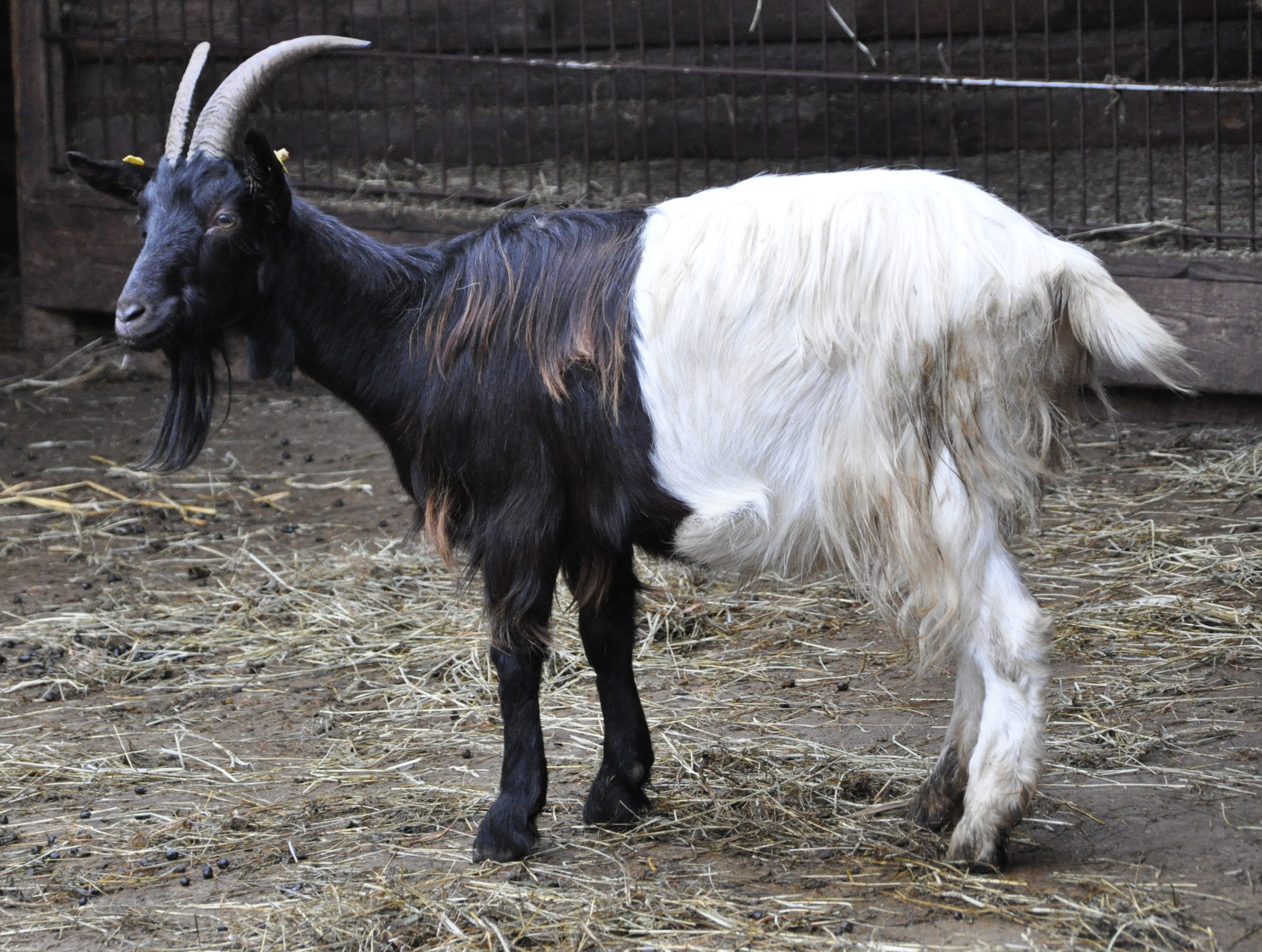
walliserská černokrká koza

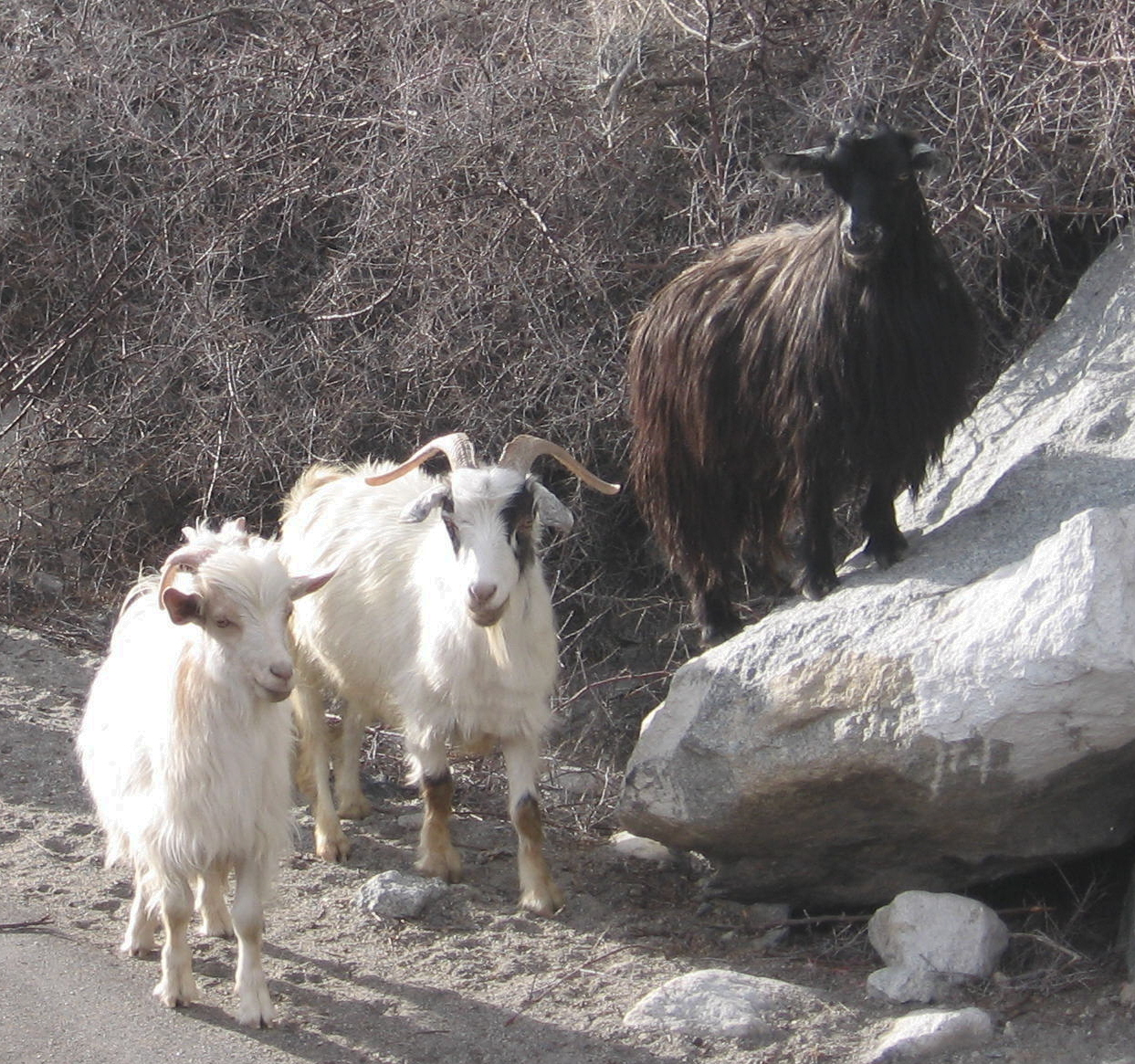
changthangiská kašmírová koza, Ladak, Kašmír

- Tibetská, mongolská a čínská plemena koz
  - alashanzuoqiská kašmírová koza
  - australská kašmírová koza
  - hexiská kašmírová koza
  - changthangiská kašmírová koza
  - liaoningská kašmírská koza
  - licheng daqingská kašmírová koza
  - luliangská černá kašmírová koza
  - mongolská koza
  - tibetská koza
  - wuzhumuqinská kašmírová koza
  - zhongweiská kašmírská koza